# Hermes Europe
Hermes Europe ist eine Dachgesellschaft von elf Unternehmen, zu denen u. a. Hermes Germany GmbH (kurz HG) und die Hermes Einrichtungs Service GmbH & Co. KG (kurz HES) gehören. Hermes Europe wurde 2009 gegründet und ist eine Tochtergesellschaft der Otto Group im Segment Service. Hermes Europe ist Nachfolger des Hermes-Versands, der 1972 in Hamburg vom Otto-Versand und der Werner Velbinger Organisation gegründet wurde.
Das Leistungsspektrum der unter der Marke Hermes operierenden Gesellschaften umfasst Sourcing, Qualitätsabsicherung, Transport, Fulfillment, Paketservice (B2C- und C2C-Sektor) und 2-Mann-Handling. Weltweit beschäftigt Hermes rund 15.500 Mitarbeiter.

## Geschichte

Altes Firmenlogo

Am 1. Juni 1972 wurde nach einer rund fünfjährigen Planungsphase die Hermes Paket-Schnell-Dienst GmbH & Co. KG gegründet. Der Name geht auf Hermes zurück, den Götterboten in der griechischen Mythologie. Ende des Jahres 1972 verfügte Hermes über 20 Niederlassungen. Drei Jahre nach seiner Gründung war „Hermes Paket-Schnell-Dienst“ flächendeckend präsent.
Nach der Währungsumstellung am 1. Juli 1990 war der „Hermes Paket-Schnell-Dienst“ der erste Paketdienst, der in der DDR flächendeckend Kunden beliefern konnte. Das geschah überwiegend mit dem neu gegründeten Tochterunternehmen „Hermes Versand Service Berlin GmbH“, der provisorischen Niederlassung in Coburg und fünf neuen Kooperationsniederlassungen. Kurz darauf erfolgte die Umbenennung in „Hermes Versand Service“.
In Zusammenarbeit mit der Deutschen Bahn AG übernahm der Hermes Versand Service 1997 die Haus-zu-Haus-Belieferung von Reisegepäck, Fahrrädern und Skiern. Kinderwagen oder Surfbretter gelten als Sondergepäck. Eröffnung des ersten „Hermes PaketShops“ war am 1. Februar 1999.
Im Jahre 2003 wurden die Hermes-Gesellschaften Hermes Versand Service, Hermes General Service, Hermes Boten Service, Hermes TranStore Service, Hermes Technischer Kundendienst sowie primeMail unter einer gemeinsamen Dachmarke, „Hermes Logistik Gruppe“, zusammengefasst. Am 1. November 2003 führte die Hermes Logistik Gruppe den Privatversand von Paketen am PaketShop ein. Seit September 2006 wird der Versand von Privatpaketen in verschiedene Länder der EU angeboten. Am 1. Juli 2007 nahm die Hermes Logistik GmbH Österreich ihren Betrieb auf. Im Jahre 2009 wurde Parcelnet Ltd. in Hermes Ltd. umbenannt und die Hermes-Porta a Porta S. p. A. wurde als Joint Venture gegründet. Aus der Hermes Logistik Gruppe wurde 2009 die Hermes Europe. Im Frühjahr 2010 wurde als Joint Venture zwischen der Hermes Europe und DPD die Hermes Russland gegründet.
Im Juni 2016 wurden die beiden Hermes Gesellschaften Hermes Logistik Gruppe Deutschland GmbH (HLGD) und die Hermes Transport Logistics GmbH (HTL) zur Hermes Germany GmbH (HG) zusammengefasst.
Von 2013 bis zum Ende der Saison 2016/17 war Hermes als offizieller Premium-Partner in der Fußball-Bundesliga präsent.
Ende August 2020 wurde bekannt, dass die Otto Group sich als Mehrheitseigentümer von Hermes zurückziehen wird und 25 % von Hermes Deutschland an Advent International veräußert, inklusive 75 % von Hermes Großbritannien.
Ende Juli 2025 wurde bekannt, das Hermes Germany über 700 Arbeitsplätze abbauen und die Eigenzustellung inklusive Servicetouren zu Paketshops vollständig fremdvergeben wird.

## Logistik-Center (LCs)

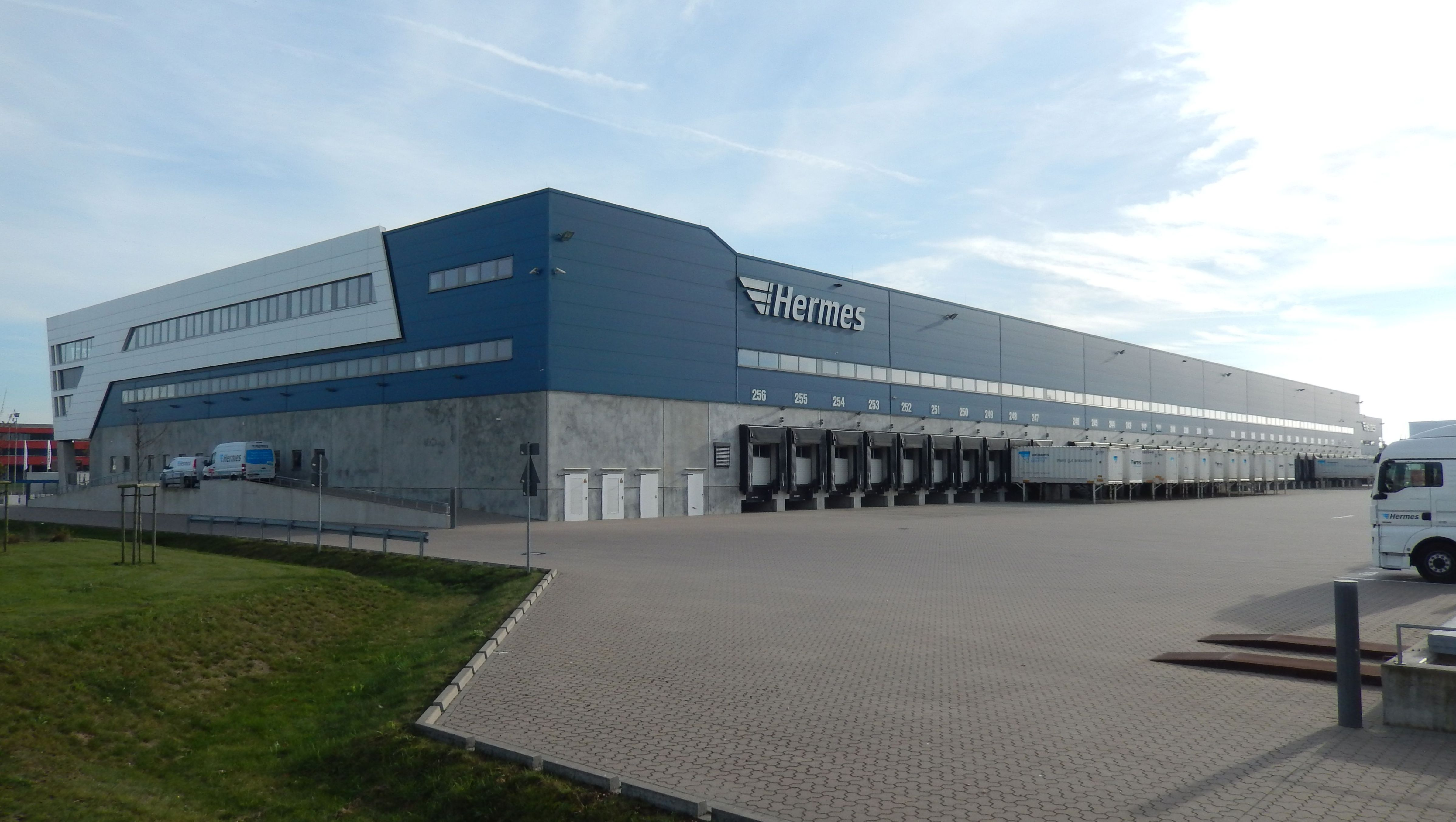
Logistikcenter in Langenhagen-Godshorn

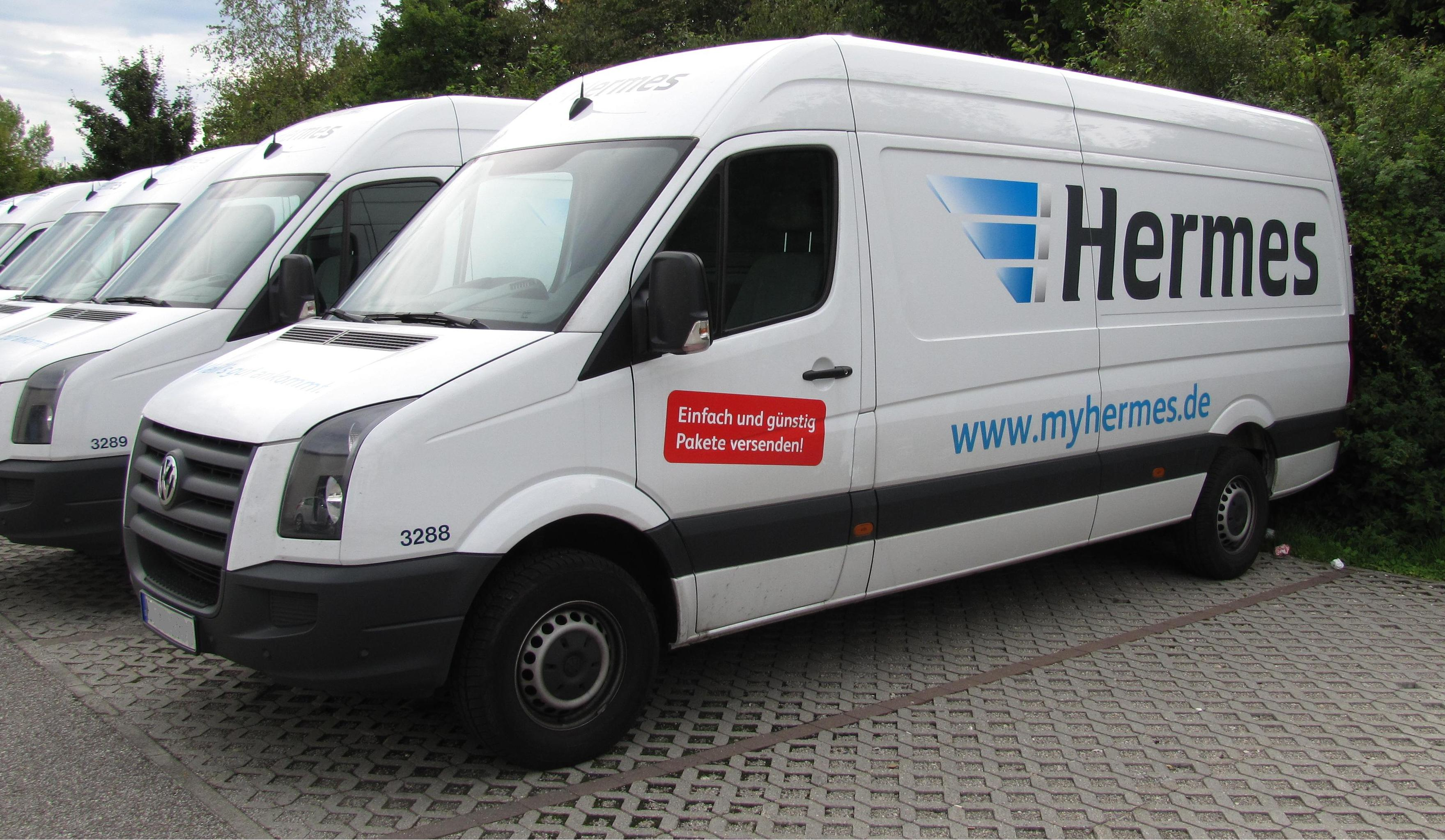
Zustellfahrzeug der Hermes Germany GmbH

### Deutschland
Der Paketversand in Deutschland wird aktuell (Stand: März 2020) über 14 Logistikcenter (LC) abgewickelt, die zum Teil aus den ehemaligen Hauptumschlagsbasen (Hub) weiterentwickelt wurden:
- Ansbach (seit März 2020, ca. 10.000 Sperrgutpakete/Tag)
- Bad Rappenau bei Heilbronn (seit Mai 2017, ca. 200.000 Pakete/Tag)
- Ketzin/Havel bei Berlin (seit November 2017, ca. 210.000 Pakete/Tag)
- Burgkunstadt bei Coburg (ehemals „Süd-HUB“)
- Friedewald bei Bad Hersfeld (seit Anfang 2009, ehemals „Zentral-HUB“)
- Graben bei Augsburg (seit März 2018, ca. 70.000 Pakete/Tag)
- Haldensleben bei Magdeburg (ehemals „Ost-HUB“)
- Hamburg (seit April 2019, ca. 100.000 Pakete/Tag)
- Hückelhoven bei Mönchengladbach (ehemals „West-HUB“)
- Langenhagen bei Hannover (ehemals „Nord-HUB“)
- Leipzig (seit Mai 2019, ca. 200.000 Pakete/Tag)
- Mainz (seit November 2017, ca. 230.000 Pakete/Tag)
- Münster/Osnabrück bei Greven (seit Oktober 2019, ca. 95.000 Pakete/Tag)
- Ohrdruf bei Erfurt (ehemals „HUB-Ohrdruf“)

Bis 2020 soll im Rahmen eines Zukunfts- und Innovationsprogramms die Standortstruktur in ganz Deutschland umgebaut werden. Die komplette Paketabwicklung soll zukünftig in 35 Standorten erfolgen. Ziel ist es, das weitere Mengenwachstum im Online-Handel abwickeln und kürzere Versandzeiten realisieren zu können.
Die LCs sind mit den Depots der Hermes Germany, den 39 Niederlassungen der HES, dem Logistikzentrum in Löhne sowie den WZ (Warenverteilzentren) der Versandhäuser (wie Otto, Baur Versand oder QVC) und den europäischen Hermes-Gesellschaften verbunden.
Das LC am Flughafen Hannover-Langenhagen wurde im Sommer 2012 als „Nord-HUB“ eröffnet. Hier werden mit 150 Mitarbeitern ca. 40 Millionen Sendungen im Jahr umgeschlagen.
Das LC in Hückelhoven (ehemals „West-HUB“) wird von Hermes in Kooperation mit QVC gemeinsam betrieben. Das LC in Ohrdruf wird in Kooperation mit OTTO betrieben, hier werden hauptsächlich sperrige Güter umgeschlagen.

### Österreich
Das Netzwerk in Österreich besteht aus einer Hub in Salzburg, die mit den fünf Verteilerzentren (VZ) und den Warenverteilzentren der Versandhäuser sowie mit europäischen Hermes-Gesellschaften verbunden ist. Der Kooperationspartner Gebrüder Weiss in Linz übernimmt die Hub-Sortierung aller Versandhaussendungen der Primondo-Gruppe.

### Europa
In Großbritannien werden zwei Regionalhubs und eine Zentralhub in Peterborough betrieben und in Italien eine Hub in Tribiano. Sie sind verbunden mit ihren Depots und den WZs (Warenverteilzentrum) der Versandhäuser, sowie mit europäischen Hermes-Gesellschaften.

## Konzernstruktur
Hermes Europe ist wie folgt organisiert:

### Hermes in Deutschland
Hermes in Deutschland ist folgendermaßen strukturiert:

#### Paketzustellung und Transportlogistik
Die Hermes Germany GmbH (ex. HLGD + HTL) mit Sitz in Hamburg ist ein deutscher Logistikdienstleister. Partner sind Onlineshops und Multi-Channel-Händler im In- und Ausland. Der Fokus von Hermes Germany liegt auf der nationalen und internationalen Paketzustellung sowie auf der Abwicklung vorgelagerter Warenströme weltweit. Hermes Germany ist Teil der international tätigen Hermes Gruppe, die zur Otto Group gehört. Zur Geschäftsführung von Hermes Germany gehören (Stand Januar 2020) Olaf Schabirosky (Vorsitzender), Dennis Kollmann, Marco Schlüter und Hendrik Schneider.

#### Möbel- und Großstückservice
Die Hermes Einrichtungs Service GmbH & Co. KG (kurz: HES), mit Firmensitz in Löhne / Westfalen, ist ein Joint Venture zwischen der Hermes Germany GmbH und der Sänger Service GmbH (55:45). Innerhalb der Hermes Gruppe verantwortet HES das Geschäftsfeld Zwei-Mann-Handling. Betrieben werden 47 deutsche und 10 internationale Depots, darunter das Logistikzentrum in Löhnen und ein zentraler Umschlagpunkt nahe Posen (Polen) für die Bündelung von Kasten- und Polstermöbel osteuropäischer Möbellieferanten. Von jährlich rund vier Millionen Auslieferungen an Endkunden entfallen 50 Prozent auf das Segment Möbel und 40 Prozent auf Haushaltsgroßgeräte.

#### Qualitätssicherung
Das Prüfinstitut Hansecontrol GmbH wurde 1982 gegründet.
Zum 1. Januar 2021 wurde die Prüfinstitut Hansecontrol GmbH zusammen mit der Tochter Hansecontrol Zertifierungsgesellschaft mbH an die QIMA-Limited-Gruppe verkauft.

#### Sourcing
Hermes-Otto International wurde als Dienstleistungs- und Handelsgesellschaft 1966 in Hamburg gegründet.

### Hermes Österreich
Die Hermes Logistik GmbH in Österreich, mit ihrem Firmensitz in Schwechat, ist für die Zustellung von Paketen bis 31,5 kg verantwortlich. Sie betreibt dort sechs Verteilerzentren. Die Sendungen werden dann an die Kooperationspartner DPD oder Österreichische Post AG weitergegeben, die sie dann am selben Tag zustellen.

### Hermes Großbritannien
Hermes Group Ltd. (ehemals Parcelnet Ltd.) ist ein Logistikunternehmen in Großbritannien. Es wurde 2000 von Speedlink & Direct Line und Otto UK gegründet und hat seinen Firmensitz in Bradford. Spezialisiert hat sich Hermes Group Ltd. auf die Zustellung von Paketen an Privatpersonen (B2C). Betrieben werden 16 Depots und 135 Sat-Depots (Kooperationsdepots). Die Sendungen werden dann an selbständige Zusteller (Subunternehmer) weitergegeben, die sie am selben Tag zustellen. Beliefert werden Kunden in ganz Großbritannien (einschließlich Nordirland, den Kanalinseln und der Isle of Man). Mit dem Kauf von 'Redcats UK' und 'TNT Post UK' wurde das Zustellgebiet erheblich verdichtet. Seit März 2022 tritt Hermes UK unter dem Markennamen Evri auf.

### Hermes Italien
Hermes-Porta a Porta S. p. A. ist ein Logistikunternehmen in Italien, als Joint Venture zwischen der Hermes Europe und der Swiss Post International (70:30). Spezialisiert hat sich die Hermes-Porta a Porta auf die Zustellung von Paketen an Privatpersonen (B2C-Sektor). Betrieben werden 3 Niederlassungen und mehr als 35 Sat-Depots (Kooperationsdepots). Die Sendungen werden dann an selbständige Zusteller (Subunternehmer) weitergegeben, die sie am selben Tag zustellen. Das Zustellgebiet Italien ist in drei Regionen (Nord, Süd und Ost) aufgeteilt.
Swiss Post-Porta a Porta S. p. A. ist ein Logistikunternehmen in Italien, als Joint Venture zwischen der Hermes Europe und der Swiss Post International (30:70). Spezialisiert hat sich die Swiss Post-Porta a Porta auf den Transport und die Zustellung von Briefen in Italien.

### Hermes Frankreich
Mondial Relay ist ein Logistikunternehmen in Frankreich. Es wurde 1997 von Groupe 3SI (eine Tochtergesellschaft der Otto Group) gegründet und hat seinen Firmensitz in Hem nahe der Stadt Lille. Spezialisiert hat sich die Mondial Relay auf die Zustellung von Paketen an Privatpersonen (B2C- und C2C-Sektor). Betrieben werden zwei Paketverteilungszentren und 20 Drehkreuze, die über ganz Frankreich verteilt sind. Die Sendungen werden an Zustellpartner weitergegeben, die sie am selben Tag zustellen. Mondial Relay ist auch in Spanien, Luxemburg und Portugal vertreten. In Belgien arbeitet Mondial Relay mit der belgischen Dienstleistungsgesellschaft AMP zusammen. Seit 2017 firmiert das Unternehmen als Hermes France Holding SAS. 2021 wurde Mondial Relay an das polnische Unternehmen InPost verkauft.

## Hermes PaketShop
Ein Hermes PaketShop dient als Abgabestelle für Pakete und Päckchen von Privatpersonen. Versandhauskunden der Otto-Group und Kunden von Amazon.com, Inc. können einen Hermes PaketShop als Lieferadresse oder als Abgabestelle von Retouren nutzen. Derzeit gibt es in Deutschland über 16.000 PaketShops, in Österreich etwa 1600, in Frankreich etwa 3800 (Relay-Geschäfte), in Russland etwa 15. Betrieben werden diese z. B. von Tankstellen, Kiosken oder Reinigungen. Im PaketShop aufgegebene Pakete und Päckchen können deutschland- und mit Einschränkungen europaweit verschickt werden. Die Pakete dürfen maximal 25 kg wiegen und ein Höchstmaß von 120 cm (längste plus kürzeste Seite) haben. In den Paketshops werden auch Versandkartons in unterschiedlichen Abmessungen angeboten. Private und gewerbliche Nutzer haben die Möglichkeit, sich ein kostenloses Internet-Hermes-Versandkonto zu erstellen. Bei dieser Art von Nutzung ist es möglich, mit eigenem Drucker eigene Paketscheine zu erstellen und so zwischen 20 Cent und einem Euro pro Paket sparen. Der Druck der Paketscheine ist auch ohne Konto bei Hermes möglich, jedoch müssen dann die Daten des Absenders jedes Mal neu eingegeben werden. Im Versandpreis enthalten ist eine Versicherung (Haftung bis 500 €/Paket – 50 €/Päckchen) und die Sendungsverfolgung des Paketes. Die Bezahlung erfolgt in bar oder per PayPal. Inzwischen bietet Hermes über seine App auch den sogenannten Mobilen Paketschein an, mit dem man papierlos mit seinem Smartphone den Paketschein erstellen kann und dieser mittels QR-Code im PaketShop eingescannt und dort dann ausgedruckt wird. Die Preise sind dabei die gleichen vergünstigten, wie beim selbst ausgedruckten Online-Paketschein.
In Großbritannien und in Italien wird ein Paket-Shop-Netz aufgebaut.

## Umweltengagement
Nach den Unternehmens- und Umweltleitlinien hat die Hermes Europe eine Zertifizierung nach ISO 14001 (Optimierung bezüglich Abfall, Strom, Heizung und Wasser).

## Sponsor
Von 2013 bis zum Saisonende 2016/2017 war Hermes Premium-Partner der deutschen Fußball-Bundesliga.
Die Hermes Europe unterstützte von 2007 bis 2012 das Hermes Attempto Racing Team. In Werbespots der Hermes Logistik Gruppe war in Deutschland Mika Häkkinen, in Österreich von 2007 bis 2011 Niki Lauda zu sehen.

## Auslieferung in Deutschland

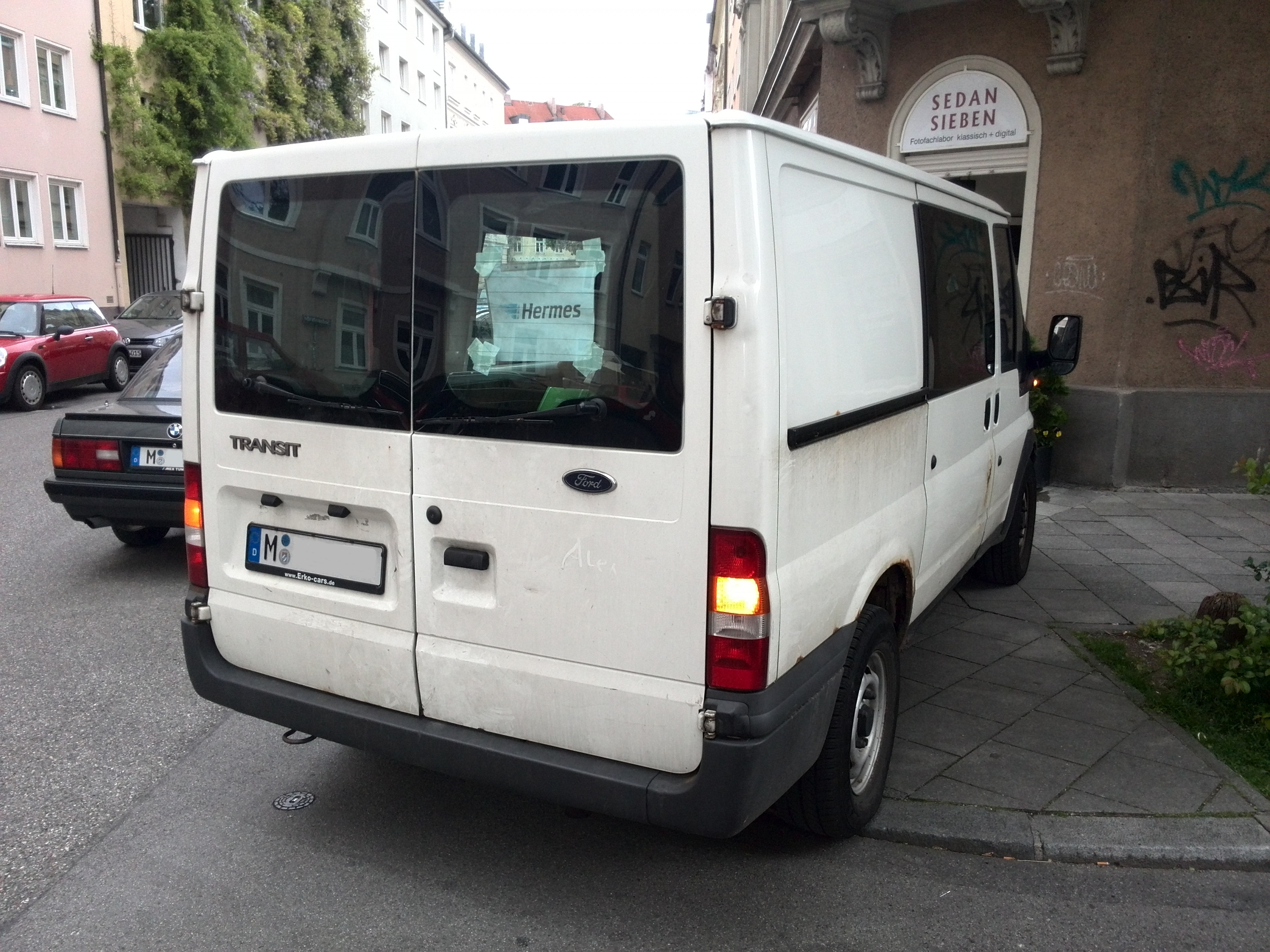
Fahrzeug eines Subunternehmers mit Hermes-Kennzeichnung im Fenster.

Die Auslieferung der Sendungen erfolgt immer mehr über eigenständige Subunternehmer. Diese beschäftigen saisonal je nach Größe des Zustellgebietes mehrere Boten. Zumeist werden für diese Tätigkeit Nebenverdienste eingerichtet. Es werden aber auch Aufträge an weitere Subs, so genannte Sub-Subs vergeben. Die Auslieferung erfolgt zu großen Teilen mit privaten Zustellfahrzeugen.

## Arbeitsbedingungen, Anstellungsmodelle und Tarifverträge
Bei Hermes sind rund 400 Generalunternehmer als Auftragnehmer tätig. Für diese arbeiten in Spitzenzeiten bis zu 14.000 Paketfahrer. Nach konzerneigenen Angaben sind 70 Prozent der Zusteller bei Subunternehmen angestellt und 30 Prozent arbeiten selbstständig.
Auch nach Medienberichten über die prekären Hermes-Geschäftsmodelle berichten Mitarbeiter 2013, dass sich an den schlechten Bedingungen bei dem Konzern kaum etwas geändert habe. Sie verweisen auf häufig unbezahlte Überstunden, die geleistet werden müssen.
Die Otto Group als Mutter von Hermes kündigte im April 2013 an, die Bezahlung pro Paket abzuschaffen und einen Mindestlohn von 7,50 Euro pro Stunde einzuführen. ver.di fordert bei Hermes, DPD und UPS die gleiche Bezahlung für Subunternehmer wie für ihre anderen, direkt angestellten Mitarbeiter. Für sie gilt der branchenweite Flächentarifvertrag mit Stundenlöhnen je nach Bundesland zwischen 9 und 11,50 Euro.
Zudem hat die Hermes Germany GmbH einen Verhaltenskodex für die Vertragspartner und ein Hinweisgebersystem eingeführt sowie einen Ombudsmann eingesetzt, an den sich Fahrer bei Verstößen wenden können. Nach eigenen Angaben zahlte Hermes 2018 einen Mindestlohn von 9,50 Euro und wird diesen den jeweiligen gesetzlichen Vorgaben entsprechend anheben. Im Jahr 2018 seien dem Unternehmen etwa 1000 Fahrer durch Mitbewerber abgeworben worden, die höhere Löhne zahlten.

### Subunternehmer-Modelle
In den Sendungen Quer und Monitor wurde über die Abwicklung der Zustellungen berichtet. Demnach vergibt Hermes seine Zustellaufträge an sogenannte Satellitendepotbetreiber, die ihrerseits weitere Aufträge an Subunternehmer vergeben, welche wiederum Aufträge an Sub-Subunternehmer vergeben. Durch diese Konstellation haben die meisten Zusteller kein Rechtsverhältnis mit Hermes, d. h. die Vergütung der Zusteller ist in diesen Fällen Angelegenheit der Satellitendepotbetreiber. In diesem Zusammenhang wurde die Thematik Scheinselbstständigkeit angesprochen sowie über mehrere Verfahren wegen Vorenthalten von Arbeitsentgelt berichtet.
Am 3. August 2011 berichtete Das Erste in der Sendung ARD-exclusiv ebenfalls über Fälle von Ausbeutung von Hermes-Kurierfahrern mit Hilfe eines Geschäftsmodells, das auf Scheinselbstständigkeit unter Zuhilfenahme mehrerer Stufen von Sub-Unternehmen beruht. Insbesondere wurde kritisiert, dass der Betrag, den Hermes an seine Satellitendepotbetreiber für die Auslieferung eines Paketes zahlt, nicht ausreicht, um für deren beauftragte oder angestellte Kurierfahrer eine angemessene Vergütung zu gewährleisten. Tarifliche Mindestlöhne und sozialversicherungspflichtige Arbeitsverhältnisse wurden in den dokumentierten Beispielen umgangen.
Günter Wallraff prangerte die Arbeitsbedingungen bei Paketdiensten im Jahr 2014 in Die Lastenträger an.

### Haltung der Otto Group
In seiner Sendung vom 25. August 2011 belegte Monitor, dass es sich bei den bereits dokumentierten Fällen von Lohndumping und Ausbeutung von Hermes-Kurierfahrern nicht nur um Einzelfälle handelt, sondern dass diese Geschäftsmodelle von Hermes flächendeckend bewusst forciert werden, um einen höheren Unternehmensgewinn durch niedrigere Personalkosten zu erzielen. In diesem Zusammenhang wurde auch der ansonsten sozial engagierte Michael Otto wiederholt kritisiert und befragt, da er als Hauptanteilseigner und Vorstandsvorsitzender der Otto Group die Zustände bei Hermes schon seit mehreren Jahren kennt, toleriert und teilweise öffentlich bestreitet.

## Auszeichnungen
Im Jahr 2004 wurde in einem Test der Stiftung Warentest der Paketdienst mit „gut“ bewertet. Gelobt wurden dabei die Preisgestaltung sowie die Dauer der Lieferzeit. Der Test wurde im Jahr 2010 wiederholt mit der Auszeichnung als Testsieger. Im Jahr 2014 wurde Hermes bei der dritten Wiederholung abermals mit „gut“ bewertet.